# Jexi
Jexi é um filme de comédia romântica de 2019, escrito e dirigido por Jon Lucas e Scott Moore. O filme é estrelado por Adam DeVine, Alexandra Shipp, Michael Peña, Rose Byrne, Justin Hartley, Wanda Sykes, Ron Funches e Charlyne Yi. A trama segue um smartphone autoconsciente com um assistente virtual de voz feminina que se apega emocionalmente ao seu dono, um socialmente desajeitado.

## Elenco
- Adam DeVine como Phil[2]
- Alexandra Shipp como Cate Finnegan
- Michael Peña como Kai
- Rose Byrne como a voz de Jexi
- Justin Hartley como Brody
- Ron Funches como  Craig
- Charlyne Yi como Elaine
- Wanda Sykes como  Denice
- Kid Cudi como ele mesmo

## Recepção

### Bilheteria
Nos Estados Unidos e no Canadá, Jexi foi lançado ao lado de The Addams Family e Gemini Man, projetado para arrecadar US $ 2–4 milhões de 2.300 cinemas em seu primeiro fim de semana. Acabou estreando com US$ 3,1 milhões, terminando em nono lugar nas bilheterias. 

## Lançamento
Jexi foi lançado nos Estados Unidos em 11 de outubro de 2019 e lançado no iTunes em 24 de dezembro de 2019, e DVD e Blu-ray em 14 de janeiro de 2020.